# Patrick White
Patrick Victor Martindale White (n. 28 mai 1912, Londra, Regatul Unit al Marii Britanii și Irlandei – d. 30 septembrie 1990, Sydney, Noul Wales de Sud, Australia) a fost scriitor australian, laureat al Premiului Nobel pentru Literatură în 1973.

## Motivația Juriului Nobel
"...pentru arta lui narativă, precumpănitor epică și psihologică, prin care un nou continent s-a inserat în literatură . ."

## Date biografice
Născut în 1912, în Anglia, a fost dus în Australia în același an, de părinții săi, care se trăgeau dintr-o familie de imigranți britanici. 
După ce s-a format undeva în vecinătatea orașului Sydney, pe meleaguri defrișate de bunicii și străbunicii săi, a fost trimis, la 13 ani, în Anglia, spre a-și desăvârși studiile secundare. S-a înapoiat, în 1930, la vatra părintească dar, doi ani mai târziu se întoarce în Marea Britanie, unde, la Universitatea din Cambridge, aprofundează istoria literaturii germane, fiind atras în special de scrierile lui Kleist și Büchner.
La absolvirea cursurilor universitare, se stabilește la Londra, unde își începe activitatea literară. Publică articole și eseuri în periodice și scrie nuvele și piese de teatru fără ecou până ce, în 1939, îi apare primul roman, The Happy Valley (Valea fericită).
La izbucnirea războiului, se înrolează în aviația britanică și, cu formația din care face parte, se deplasează mai întâi în Orientul Apropiat și în Egipt, iar apoi în Grecia.
Demobilizat în 1945, rămâne în Londra până în 1948, când, după apariția romanului The Aunt's Story (Povestea mătușii), se repatriază. "Nu mai puteam răbda lipsa peisajului australian", a explicat White într-un interviu acordat lui Ingmar Bjorksten. " Cred că este absolut imposibil să rupi definitiv legătura cu locurile de baștină. Cu putință sunt doar despărțirile vremelnice spre a dobândi perspectivă. Omul este fasonat de pământul în care-și are înfipte rădăcinile. Nici un alt loc nu poate exercita asupra lui o înrâurire comparabilă" .
În 1955, marele său roman panoramic The Tree of Man (Copacul omului), lansat la New York de una dintre editurile de frunte ale Americii și tipărit îndată după aceea la Londra, îi câștigă lui Patrick White o mare prețuire în cercurile literare anglofone. Romanele ulterioare - Voss (1957), Riders in the Chariot (1961) și The Solid Mandala (1966) - îi sporesc faima și intensifică interesul pentru scrierile sale în noi arii lingvistice (The Happy Valley și The Aunt's Story fuseseră traduse, respectiv în franceză și în italiană, încă din 1951).
Primul moment cu adevărat semnificativ pentru receptarea internațională a operei lui Patrick White îl constituie probabil apariția, în 1957, a versiunii germane a romanului The Tree of Man sub semnătura lui Heinrich Böll și a soției sale. Ulterior romanul a mai fost tradus în cehă, suedeză, maghiară și română.
Urmează traduceri ale romanului Voss în germană, spaniolă, italiană și franceză. Un alt succes remarcabil îl înregistrează versiunea suedeză a romanului Riders in the Chariot. Apărută în 1964, ea este salutată de o avalanșă de recenzii entuziaste, între care și una intitulată anticipativ :Oare premiul Nobel va fi decernat unui australian?(traduceri ale aceluiași roman au mai fost editate în Franța, Polonia, Italia, Finlanda și Germania).
S-a bucurat, de asemenea, de o largă răspândire The Solid Mandala(Bila vrăjită), roman a cărui versiune suedeză (1969), urmată de aceea a romanului The Tree of Man (1970) și a romanului The Vivisector în norvegiană (1971), sporesc prețuirea autorului în lumea scandinavă.
Scurt timp după aceste apariții, în 1973, Premiul Nobel pentru literatură vine să încununeze opera lui Patrick White.
Publica trei noi romane - Thr Eye of the Storm (1974), A Fringe of Leaves (1977) și The Twyborn Affair (1980) - care după părerea recenziilor, nu sunt la înălțimea scrierilor care i-au creat o faimă binemeritată.

## Opera
- The Ploughman And Other Poems, 1935
- The Living and the Dead, 1941
- The Aunt's Story, 1948
- The Tree of Man, 1955
- Voss, 1957
- Riders in the Chariot, 1961
- The Solid Mandala, 1966
- Les Échaudés, 1969
- The Vivisector, 1970
- The Eye of the Storm, 1973
- A Fringe Of Leaves, 1976
- The Twyborn Affair, 1979
- Flaws in the Glass, (1981)
- Histoires peu Ordinaires, 1994